# Malmői repülőtér
A Malmői repülőtér, korábban Malmö-Sturup repülőtér (svédül: Malmö-Sturup flygplats) (IATA: MMX, ICAO: ESMS) Svédország negyedik legforgalmasabb nemzetközi repülőtere. Malmö közelében. Malmőtől 28 km-re, Lundtól 26 km-re, az Øresund hídon keresztül pedig Koppenhágától 55 km-re fekszik. Sztrájk vagy kedvezőtlen időjárás esetén alkalmanként a 47 km-re fekvő Koppenhágai repülőteret is ki tudja segíteni.

## Történet
A repülőteret 1972-ben adták át. Az építkezés 130 millió svéd koronába került, ami a tervezett összeg kétszerese volt. Az új légikikötő az 1923-ban létesített Bulltofta repülőteret váltotta ki. A tervezés az 1960-as évek elején kezdődött. A meglévő repülőtér kibővítése lehetetlen volt, mivel túl közel feküdt a városhoz, és a közelben lakók tiltakoztak az újonnan bevezetett sugárhajtású repülőgépek okozta zajártalom miatt. Az építkezés 1970-ben kezdődött, és 1972. december 3-án megnyitották az új repülőteret. Ez egyben Bulltofta bezárását is jelentette, bár a légiirányítás még 1983-ig ott működött tovább.
2007 őszén a Ryanair megszüntette összes malmői járatát. október 4-én a Sterling Airlines bejelentette, hogy új bázist nyit itt három repülőgéppel, és öt új útvonalat repül: London–Gatwick, Barcelona, Nizza és Firenze célállomásokra. 2008. október 29-én azonban a Sterling felfüggesztette működését, és minden járatát törölte. Ez a repülőtér utasforgalmának k.b 6-7%-át érintette.

## Légitársaságok és úticélok
A következő légitársaságok üzemeltetnek rendszeres menetrend szerinti és charterjáratokat Malmöből:
| Légitársaság                    | Célállomások |
| ------------------------------- | --- |
| BRA Braathens Regional Airlines | Stockholm–Bromma Szezonális: Sälen-Trysil, Visby Szezonális charter: Salzburg, Turin                                               |
| Eurowings                       | Szezonális: Pristina |
| Novair                          | Szezonális charter: Chania, Gran Canaria, Tenerife-South                                                                           |
| Ryanair                         | Stockholm–Arlanda, Zágráb |
| Scandinavian Airlines           | Stockholm–Arlanda |
| Sunclass Airlines               | Szezonális charter: Antalya, Chania, Gran Canaria, Heraklion, Larnaca, Palma de Mallorca, Rhodes, Tenerife-South                   |
| Trade Air                       | Pristina |
| TUI fly Nordic                  | Szezonális charter: Gran Canaria                                                                                                   |
| Wizz Air                        | Banja Luka, Belgrád, Bukarest, Budapest, Cluj-Napoca, Gdańsk, Katowice, Niš, Skopje, Tuzla, Varsó–Chopin Szezonális: Ohrid, Tirana |

## Forgalom
Az utasforgalom az elmúlt években az alábbi módon változott:
| Utasok száma | 1 818 480 | 1 869 264 | 1 527 220 | 1 945 910 | 2 127 018 | 2 088 628 | 2 219 565 | 2 147 933 | 526 514 | 1 290 763 |
|              | 2005      | 2007      | 2009      | 2011      | 2013      | 2014      | 2016      | 2018      | 2020    | 2022      |

## Fordítás
- Ez a szócikk részben vagy egészben a Malmö Airport című angol Wikipédia-szócikk ezen változatának fordításán alapul.  Az eredeti cikk szerkesztőit annak laptörténete sorolja fel. Ez a jelzés csupán a megfogalmazás eredetét és a szerzői jogokat jelzi, nem szolgál a cikkben szereplő információk forrásmegjelöléseként.